# Ástros
Ástros är en ort i Grekland.   Den ligger i prefekturen Arkadien och regionen Peloponnesos, i den södra delen av landet, 110 km sydväst om huvudstaden Aten. Ástros ligger 25 meter över havet och antalet invånare är 2 222.
Terrängen runt Ástros är varierad. Havet är nära Ástros åt nordost. Runt Ástros är det glesbefolkat, med 18 invånare per kvadratkilometer. Närmaste större samhälle är Nafplion, 19,5 km norr om Ástros. 